# Corvus sinaloae
Corvus sinaloae е вид птица от семейство Вранови (Corvidae). Видът е незастрашен от изчезване.

## Разпространение
Разпространен е в Мексико.